# 萬城目學
萬城目 學（1976年2月27日—）日本男性小說家。他出生於大阪，畢業於清風南海高等學校、京都大學法學系，長期居住在東京。

## 簡歷
萬城目學1976年出生於大阪，京都大學法學系畢業，曾在化學纖維公司工作，現在居住於東京。
2006年，萬城目學以《鴨川荷爾摩》獲得第四屆Boiled Eggs新人賞，正式以作家身分出道。而《鴨川荷爾摩》出書後，不但大為暢銷，更於2007年入圍日本書店大獎，並榮獲《書的雜誌》2006年度娛樂小說第一名，以及大型綜藝節目「KING'S BRUNCH」舉辦的BOOK大賞新人獎等。之後改編電影由山田孝之和栗山千明主演。
他的第二部作品《鹿男》再次入圍書店大獎與直木賞。日本著名「讀書達人」金原瑞人教授對萬城目學讚不絕口，認為他遲早一定會得到直木賞，而多位知名藝人如小泉今日子、恰克與飛鳥、優香等也都深受萬城目學的小說所吸引。《鹿男》同時被改拍成電視劇，由玉木宏和綾瀨遙主演，並勇奪第十一屆「日刊Sport劇集大獎」最佳日劇、最佳男主角、最佳女配角等三項大獎，更獲日本雅虎網站票選2008年冬季日劇滿足度第一名。
《荷爾摩六景》是萬城目學的第三部小說，也是以「戀愛荷爾摩」為主題的荷爾摩番外篇，贏得日本亞馬遜書店讀者四顆半星好評。《豐臣公主》入圍直木賞，並被NHK改編成廣播劇。
萬城目學分別以京都、奈良、大阪為故事舞台的《鴨川荷爾摩》、《鹿男》與《豐臣公主》被稱為「關西三部曲」。
2013年，萬城目學以《到此為止吧！風太郎》入圍直木獎。2014年，萬城目學以《悟浄出立》入圍第5回山田風太郎獎與第152回直木賞。2016年，萬城目學以《巴別九朔》入圍第7回山田風太郎獎。2018年，萬城目學以《恆久神喜劇》入圍第31回山本周五郎獎。

## 作品
- 鴨川荷爾摩（鴨川ホルモー，2006年，產業編輯中心）
- 鹿男（2007年，幻冬舍）
- 荷爾摩六景（ホルモー六景，2007年，角川書店）
- 萬步計（ザ・万歩計，2008年，產業編輯中心）（散文）
- 豐臣公主（プリンセス・トヨトミ，2009年，文藝春秋）
- 鹿乃子與瑪德蓮夫人（かのこちゃんとマドレーヌ夫人，2010年，筑摩書房）
- 萬遊記（ザ・万遊記，2010年，集英社）（散文）
- 偉大的咻啦啦砰（偉大なる、しゅららぼん，2011年，集英社）
- 萬字固定（ザ・万字固め，2013年，三島社）（散文）
- 到此為止吧！風太郎（とっぴんぱらりの風太郎，2013年，文藝春秋）
- 悟浄出立（2014年7月 新潮社）
- 巴別九朔（2016年3月 角川書店）
- 恆久神喜劇（2017年6月 新潮社）
- 八月的御所球場 (八月の御所グラウンド, 2025年, 皇冠)

## 外部連結
- 作家の読書道 第74回：万城目学 （页面存档备份，存于） - WEB本の雑誌
- 万城目学的X（前Twitter）（2012年11月28日 16:46:58 - ）※ UTC表記。